# Magallanes og Antártica Chilena (region)
53°10′S 70°56′V / 53.167°S 70.933°V
Magallanes og Antártica Chilena er en af Chiles regioner og har nummer XII på den officielle liste. Regionen er Chiles sydligste og den største med et areal på 132.297,2 km²; den grænser op til Aisén mod nord, mod syd til Drakestrædet, mod øst til Argentina og mod vest til Stillehavet. Hovedbyen er Punta Arenas.

## Geografi og natur
Magallanes og Antártica Chilena er præget af et bjergrigt landskab med mange høje bjergtoppe og gletsjere. Længst mod nord ligger en del af den Sydlige Patagonske Iskappe. Længere mod syd kommer bjergkæden Cerro Toro samt talrige vandområder i form af sunde, fjorde og søer. Magellanstrædet skiller fastlandet fra øen Ildlandet, hvis sydspids, Kap Horn, er Amerikas sydligste punkt.
Flere områder i regionen er udlagt som naturbeskyttelsesområder, herunder Torres del Paine-nationalparken og Cueva del Milodón Natural Monument. I sidstnævnte har man fundet rester af det uddøde kæmpedovendyr samt af mennesker fra forhistorisk tid, ca. 10.000 f.Kr.

## Demografi
Regionen er den næsttyndest befolkede af Chiles regioner, og der bor 150.826 indbyggere, hvilket giver en befolkningstæthed på 1,1/km². De største byer er Punta Arenas (116.005 indbyggere), Puerto Natales (15.978) og Porvenir (4.734).
Befolkningsudviklingen er forløbet således:
- 1952: 55.206
- 1960: 73.358
- 1970: 89.443
- 1982: 131.914
- 1992: 143.198
- 2002: 150.826

## Historie
Magallanes og Antártica Chilena var et af de sidste områder af Chile, der blev koloniseret og beboet af folk af europæisk afstamning. Ved folketællingen i 1854 boede der 158 personer af en indfødt befolkning, der nogle år forinden havde været betydelig større ifølge skøn. Efterhånden kom immigranter til området, tiltrukket af mulighederne for at etablere eller arbejde på store kvægfarme. Der var primært tale om indvandrere fra Kroatien, England, Schweiz og Italien. Disse indvandrere fik snart befolkningen i regionen til at stige stærkt, og der fulgte efterhånden mange andre nationaliteter efter.
Langt de fleste tilflyttere slog sig ned i og omkring Punta Arenas, der ligger ved Magellanstrædet, hvor mange skibe, der skulle fra den ene til den anden side af Amerika var tvunget til at komme forbi, indtil Panamakanalens åbning i 1914, hvorefter byen og området i højere grad har levet af egne ressourcer og på egne præmisser.

## Administration
Magallanes og Antártica Chilena er opdelt i fire provinser: Magallanes, Antártica Chilena, Tierra del Fuego og Última Esperanza. Disse provinser er igen opdelt i sammenlagt elleve kommuner.

## Erhvervsliv og økonomi
Regionens erhvervsliv består først og fremmest af kvægbrug, olieudvinding og turisme.